# この中に1人、妹がいる!のディスコグラフィ
この中に1人、妹がいる!のディスコグラフィ（このなかにひとり いもうとがいるのディスコグラフィ）では、『この中に1人、妹がいる!』の関連CDについて記述する。発売元はLantis、販売元はバンダイビジュアル。

## キャラクターソング

### Heavenly Lover
エンディングテーマとして使用されている。

歌は、鶴眞心乃枝、神凪雅、国立凛香、天導愛菜、嵯峨良芽依役の石原夏織、佐倉綾音、竹達彩奈、大亀あすか、日高里菜が歌っている。ディスクジャケットには、帝野将悟、鶴眞心乃枝、神凪雅、国立凛香、天導愛菜、嵯峨良芽依が描かれている。イラストは原作小説のイラストを手掛けているCUTEGによる描き下ろし。
YouTubeのLantis公式ちゃんねる『Lantisちゃんねる』にて、2012年7月5日に本作の「TV-SPOT」、同年7月17日に表題曲のテレビ放映エンディング映像が配信された。
チャート成績
2012年オリコン週間シングルチャートで52位を獲得。初動売上は0.1万枚を記録した。デイリーチャートでは7月25日付で最高位の36位を獲得した。
2012年8月6日付のBillboard JAPAN Hot Singles Salesで47位、2012年8月4日放送分の『COUNT DOWN TV』内のThis Week's TOP 100では82位を獲得した。
批評
CDジャーナルは、「表題曲はキュートな曲。カップリング曲の『Midnight Girls Summit☆』はアッパーかつロッキンな曲。」と評した。
収録曲
全作詞：こだまさおり
1. Heavenly Lover [4:26]
  - 作曲・編曲：高田暁
  - テレビアニメエンディングテーマ

2. Midnight Girls Summit☆ [3:56]
歌：鶴眞心乃枝（石原夏織）、神凪雅（佐倉綾音）、作曲・編曲：鈴木裕明
  - Webラジオ『このラジオの中に1人、妹がいる!』テーマソング

3. Heavenly Lover（Off Vocal）
4. Midnight Girls Summit☆（Off Vocal）

### キャラクターソング
各キャラクターのキャラクターソング、モノローグショートドラマが収録されたシングル。2012年9月26日から11月21日まで発売予定。本作の発売は、2012年7月16日に横浜BLITZで開催された『アニメ放送開始記念イベント「このイベントの中に1人、妹がいる!?」』で発表された。ディスクジャケットには、原作でイラストを担当しているCUTEGによる各キャラクターのイラストが描かれている。

#### vol.1 鶴眞心乃枝
2012年9月26日発売。歌は鶴眞心乃枝役の石原夏織が歌っている。ディスクジャケットには鶴眞心乃枝のイラストが描かれている。
収録曲
全作曲・編曲：若林充
1. モノローグ 〜恋する乙女は眠れない!〜 [2:22]
2. 運命は2度ベルを鳴らすんです [4:02]
  - 作詞：松井洋平

3. バージンロードで待っていて! 〜鶴眞心乃枝 ver.〜 [3:53]
  - 作詞：こだまさおり

4. 運命は2度ベルを鳴らすんです（Off Vocal）
5. バージンロードで待っていて!（Off Vocal）

#### vol.2 神凪雅
2012年9月26日発売。歌は神凪雅役の佐倉綾音が歌っている。ディスクジャケットには神凪雅のイラストが描かれている。
収録曲
全作詞：こだまさおり
1. モノローグ 〜監視のためなんだからっ!〜 [2:22]
2. となりどうし。 [4:22]
  - 作曲：江並哲志、編曲：河田貴央
  - テレビアニメ『この中に1人、妹がいる!』第11話挿入歌

3. バージンロードで待っていて! 〜神凪雅 ver.〜 [3:53]
  - 作曲・編曲：若林充

4. となりどうし。（Off Vocal）
5. バージンロードで待っていて!（Off Vocal）

#### vol.3 嵯峨良芽依
2012年10月24日発売。歌は嵯峨良芽依役の日高里菜が歌っている。ディスクジャケットには嵯峨良芽依のイラストが描かれている。
収録曲
1. モノローグ 〜実はわたしはあの時の...〜
2. Daydream Magic
  - 作詞：松井洋平、作曲・編曲：川崎里実

3. バージンロードで待っていて! 〜嵯峨良芽依ver.〜
  - 作詞：こだまさおり、作曲・編曲：若林充

4. Daydream Magic（Off Vocal）
5. バージンロードで待っていて!（Off Vocal）

#### vol.4 国立凛香
2012年10月24日発売。歌は国立凛香役の竹達彩奈が歌っている。ディスクジャケットには国立凛香のイラストが描かれている。
収録曲
全作詞：こだまさおり
1. モノローグ 〜正妻弁当で虜にしてみせますわっ!〜
2. Happy Bell が聞きたくて
  - 作曲・編曲：増田武史

3. バージンロードで待っていて! 〜国立凛香 ver.〜
  - 作曲・編曲：若林充

4. Happy Bell が聞きたくて（Off Vocal）
5. バージンロードで待っていて!（Off Vocal）

#### vol.5 天導愛菜
2012年11月21日発売。歌は天導愛菜役の大亀あすかが歌っている。ディスクジャケットには天導愛菜のイラストが描かれている。
収録曲
全作詞：こだまさおり
1. モノローグ 〜ダイエット大作戦!〜
2. Sweet Candy Panic!
  - 作曲：佐藤敦・河原嶺旭、編曲：河原嶺旭

3. バージンロードで待っていて! 〜天導愛菜 ver.〜
  - 作曲・編曲：若林充

4. Sweet Candy Panic!（Off Vocal）
5. バージンロードで待っていて!（Off Vocal）

#### vol.6 宝生柚璃奈
2012年11月21日発売。歌は宝生柚璃奈役の小倉唯が歌っている。ディスクジャケットには宝生柚璃奈のイラストが描かれている。
収録曲
1. モノローグ 〜バスタイム・イリテイト〜
2. Actress Game!
  - 作詞：松井洋平、作曲：江並哲志、編曲：佐々木裕

3. バージンロードで待っていて! 〜宝生柚璃奈 ver.〜
  - 作詞：こだまさおり、作曲・編曲：若林充

4. Actress Game!（Off Vocal）
5. バージンロードで待っていて!（Off Vocal）

#### SPECIAL Disc
「Heavenly Lover」と、ソロで歌っていた「バージンロードで待っていて!」の、鶴眞心乃枝、神凪雅、国立凛香、天導愛菜、嵯峨良芽依、宝生柚璃奈役の石原夏織、佐倉綾音、竹達彩奈、大亀あすか、日高里菜、小倉唯の6人で歌ったバージョンが収録されている。
収録曲
全作詞：こだまさおり
1. Heavenly Lover -six colors of flower-
作曲・編曲：高田暁
2. バージンロードで待っていて! -six colors of flower-
作曲・編曲：若林充

## サウンドトラック
2012年10月10日発売。ディスクは2枚組の構成になっており、劇中で使用されたBGM、主題歌のテレビサイズバージョンが収録されている。BGMの作編曲は全て七瀬光が手掛けている。ディスクジャケットには鶴眞心乃枝、神凪雅、国立凛香、天導愛菜、嵯峨良芽依が描かれている。イラストはアニメーション製作を手掛けたStudio五組による描き下ろし。
収録曲
BGMの全作曲・編曲：七瀬光
DISC-1
1. 運命の再会 [2:25]
2. Choose me♡ダーリン（TV ver.） [1:32]
歌：StylipS、作詞：こだまさおり、作曲・編曲：高田暁
  - オープニングテーマ

3. Happy school life [2:02]
4. 深流院学院 [2:02]
5. ヒロインズ [1:51]
6. 乙女は強いんです [1:37]
7. いろんな事が起こります [2:19]
8. はじまりの予感 [1:38]
9. ささやかな願い [1:33]
10. Jingle I [0:08]
11. 心乃枝のテーマ [2:02]
12. 雅のテーマ [1:58]
13. 凛香のテーマ [1:49]
14. 愛菜のテーマ [1:51]
15. 芽依のテーマ [1:59]
16. Jingle II [0:09]
17. 悲しい知らせ [1:39]
18. 父の面影 [2:04]
19. 重ねた手 [1:52]
20. Jingle III [0:08]
21. 放課後しすたあず [1:37]
22. 妄想王子様 [1:56]
23. シークレット・ミッション [1:37]
24. TANGO! [1:39]
25. バスタイムしすたあず [1:42]
26. 妹捜査線 [2:01]
27. それぞれの夜 [1:37]
28. この中に1人...? [1:54]
29. スタンバイOK! [1:47]
30. 寄り道しようよ [1:40]
31. かしまししすたあず [1:43]
32. 鳩時計 [0:33]
33. 心のかたち [1:31]

DISC-2
1. 妹からの電話 [1:59]
2. 忍び寄る妹の影 [1:35]
3. 妹の策略 [2:00]
4. 残った謎 [2:11]
5. 傷跡 [2:01]
6. 揺れる気持ち [2:13]
7. 妹の痕跡 [1:51]
8. 運命の刃 [1:58]
9. これは悪夢です [1:59]
10. もう逃がさない [2:02]
11. 本当の気持ち [1:44]
12. その手のぬくもり [1:47]
13. 重なる記憶 [2:10]
14. Heavenly Lover（TV ver.） [1:33]
歌：鶴眞心乃枝（石原夏織）、神凪雅（佐倉綾音）、国立凛香（竹達彩奈）、天導愛菜（大亀あすか）、嵯峨良芽依（日高里菜）、作詞：こだまさおり、作曲・編曲：高田暁
  - エンディングテーマ

15. 次回の妹は...? [0:33]

## ドラマCD
2012年12月5日発売。シナリオは、テレアビアニメのシリーズ構成及びキャラクターソングシリーズのモノローグショートドラマを手がけた雑破業の書き下ろし。ディスクジャケットには鶴眞心乃枝、神凪雅、国立凛香、天導愛菜、嵯峨良芽依、宝生柚璃奈が描かれている。イラストはアニメーション製作を手掛けたStudio五組による描き下ろし。
収録曲
1. ひと夏の思い出を作りましょう♥
2. タイトルコール
3. いざ、高原へ♥
4. 牧場でふれあいましょう♥
5. 温泉旅館を満喫しましょう♥
6. 肝試しでドキドキしましょう♥
7. エンディング

## DVD、BD特典CD
DVD、Blu-ray Discの初回生産限定版に封入されている特典CD。キャラクターソングが収録されており、エンディングテーマとして使用された「Heavenly Lover」のソロバージョンと新規録り下ろしの楽曲が収録されている。
第1巻「録り下ろしキャラクターソングCD1 鶴眞心乃枝」
2012年9月26日発売
1. Heavenly Lover
歌：鶴眞心乃枝（石原夏織）、作詞：こだまさおり、作曲・編曲：高田暁
2. Over the distance... その手を
歌：鶴眞心乃枝（石原夏織）、作詞：こだまさおり、作曲・編曲：板垣祐介

第2巻「録り下ろしキャラクターソングCD2 神凪雅」
2012年10月24日発売
1. Heavenly Lover
歌：神凪雅（佐倉綾音）、作詞：こだまさおり、作曲・編曲：高田暁
2. 晴れ空に虹をみるために!
歌：神凪雅（佐倉綾音）、作詞：松井洋平、作曲・編曲：鈴木裕明

第3巻「録り下ろしキャラクターソングCD3 嵯峨良芽依」
2012年11月28日発売
1. Heavenly Lover
歌：嵯峨良芽依（日高里菜）、作詞：こだまさおり、作曲・編曲：高田暁
2. フワリ♪フアユア MY DARLING
歌：嵯峨良芽依（日高里菜）、作詞：松井洋平、作曲・編曲：若林充

第4巻「録り下ろしキャラクターソングCD4 国立凛香」
2012年12月24日発売
1. Heavenly Lover
歌：国立凛香（竹達彩奈）、作詞：こだまさおり、作曲・編曲：高田暁
2. 恋の手ほどきお願いします!
歌：国立凛香（竹達彩奈）作詞：松井洋平、作曲・編曲：増谷賢

第5巻「録り下ろしキャラクターソングCD5 天導愛菜」
2013年1月30日発売
1. Heavenly Lover
歌：天導愛菜（大亀あすか）、作詞：こだまさおり、作曲・編曲：高田暁
2. スウィーツホーム♡つくりましょ
歌：天導愛菜（大亀あすか）作詞：松井洋平、作曲・編曲：鈴木裕明

第6巻「録り下ろしキャラクターソングCD6 宝生柚璃奈」
2013年2月27日発売
1. Heavenly Lover
歌：宝生柚璃奈（小倉唯）、作詞：こだまさおり、作曲・編曲：高田暁
2. Dance on the Solitude
歌：宝生柚璃奈（小倉唯）作詞：松井洋平、作曲・編曲：若林充

OVA「OP&ED キャラクターメドレーソングCD」
2013年3月27日発売
1. 中妹 Non-Stop Remixed by エイプリルズ
歌：StylipS、鶴眞心乃枝（石原夏織）、神凪雅（佐倉綾音）、国立凛香（竹達彩奈）、天導愛菜（大亀あすか）、嵯峨良芽依（日高里菜） 、宝生柚璃奈（小倉唯）、編曲：エイプリルズ
2. 声優トーク
出演：石原夏織、佐倉綾音、竹達彩奈、大亀あすか、日高里菜、小倉唯

## アーカイブDVD
2012年12月26日発売。Webラジオ『このラジオ中に1人、妹がいる!?』のパーソナリティである石原夏織、佐倉綾音が出演している。DISC1にWebラジオで配信された映像のダイジェスト、DISC2にパーソナリティの2人がシュークリームを作りに挑戦する映像を新規収録。DISC2の収録風景を載せたメイキングブックレットが同梱された。
収録内容
1. DISC-1
  1. Guest Room ♥ 日高里菜
ゲスト：日高里菜
  2. Guest Room ♥ 大亀あすか
ゲスト：大亀あすか
  3. Guest Room ♥ 竹達彩奈
ゲスト：竹達彩奈
  4. めざせ!将悟のお嫁さん：「〜風」な二人の女子力は!?
  5. めざせ!将悟のお嫁さん：見抜くセンスを極めよう!?
  6. めざせ!将悟のお嫁さん：スタッフはどんな人?観察力はどちらがある!?

2. DISC-2
  1. 私のシュークリーム大作戦!